# 30 avril
Pour les articles homonymes, voir Trente-Avril.
30 mars 30 mai
Chronologies thématiques
- Croisades
- Ferroviaires
- Sports
- Disney
- Anarchisme
- Catholicisme

Abréviations / Voir aussi
- (° 1852) = né en 1852
- († 1885) = mort en 1885
- a.s. = calendrier julien
- n.s. = calendrier grégorien
- Calendrier
- Calendrier perpétuel
- Liste de calendriers
- Naissances du jour

Le 30 avril est le 120e jour, moins souvent le 121e, de l'année du calendrier grégorien ; il en reste ensuite 245.
Son équivalent était généralement le 11e jour du mois de floréal dans le calendrier républicain ou révolutionnaire français, officiellement dénommé jour de la rhubarbe.

## Événements

### IVesiècle
- 313 : l'Auguste Licinius bat Maximin II Daïa lors de la bataille de Tzirallum en Thrace.

### VIIesiècle
- 642 : Chindaswinthe devient le roi des Wisigoths d'Espagne.

### XIVesiècle
- 1315 : Enguerrand de Marigny, chambellan du roi Philippe IV de France, accusé de sorcellerie, est pendu au gibet de Montfaucon à Paris.
- 1337 : le roi de France Philippe VI de Valois déclare la guerre à l'Angleterre, par l'intermédiaire de la commise de la Guyenne. C'est la date qui est traditionnellement retenue par l'historiographie pour marquer le début de la guerre de Cent Ans.

### XVesiècle
- 1492 : la couronne d'Espagne confère au Génois Christophe Colomb son mandat d'exploration.

### XVIesiècle

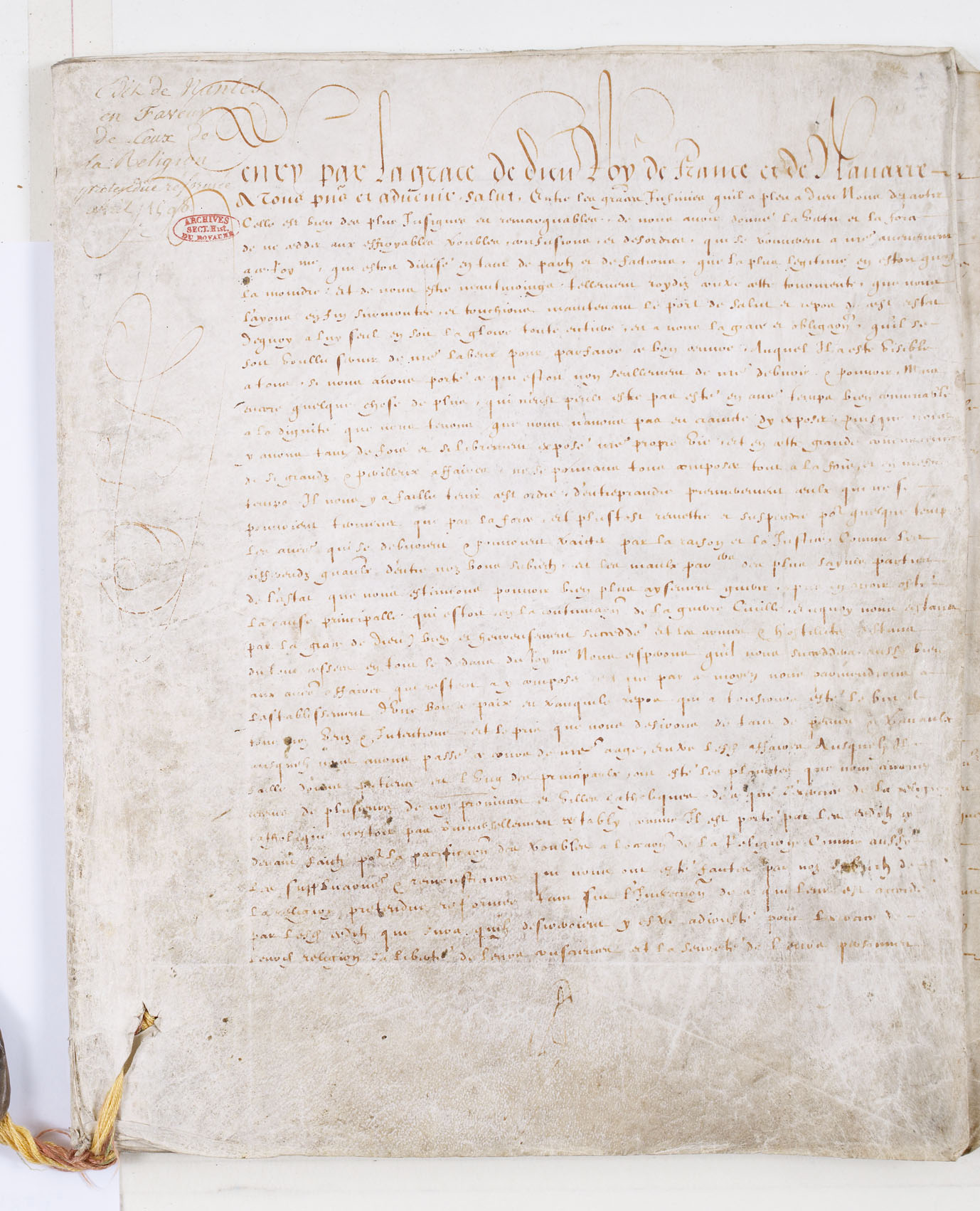
L'édit de Nantes

- 1524 : l'armée française est chassée de Lombardie, le chevalier Bayard est mortellement blessé au cours de la bataille de la Sesia.
- 1573 : à Beauvais, la tour de la cathédrale Saint-Pierre, achevée en 1569 (soit quatre années plus tôt seulement), s'effondre, ce jour alors de l'Ascension.
- 1599 : enregistrement, par la cour des aides, de l'édit de Nantes, qui avait été promulgué environ un an auparavant[1].

### XVIIIesiècle
- 1708 : en Grande-Bretagne, début des élections générales britanniques.

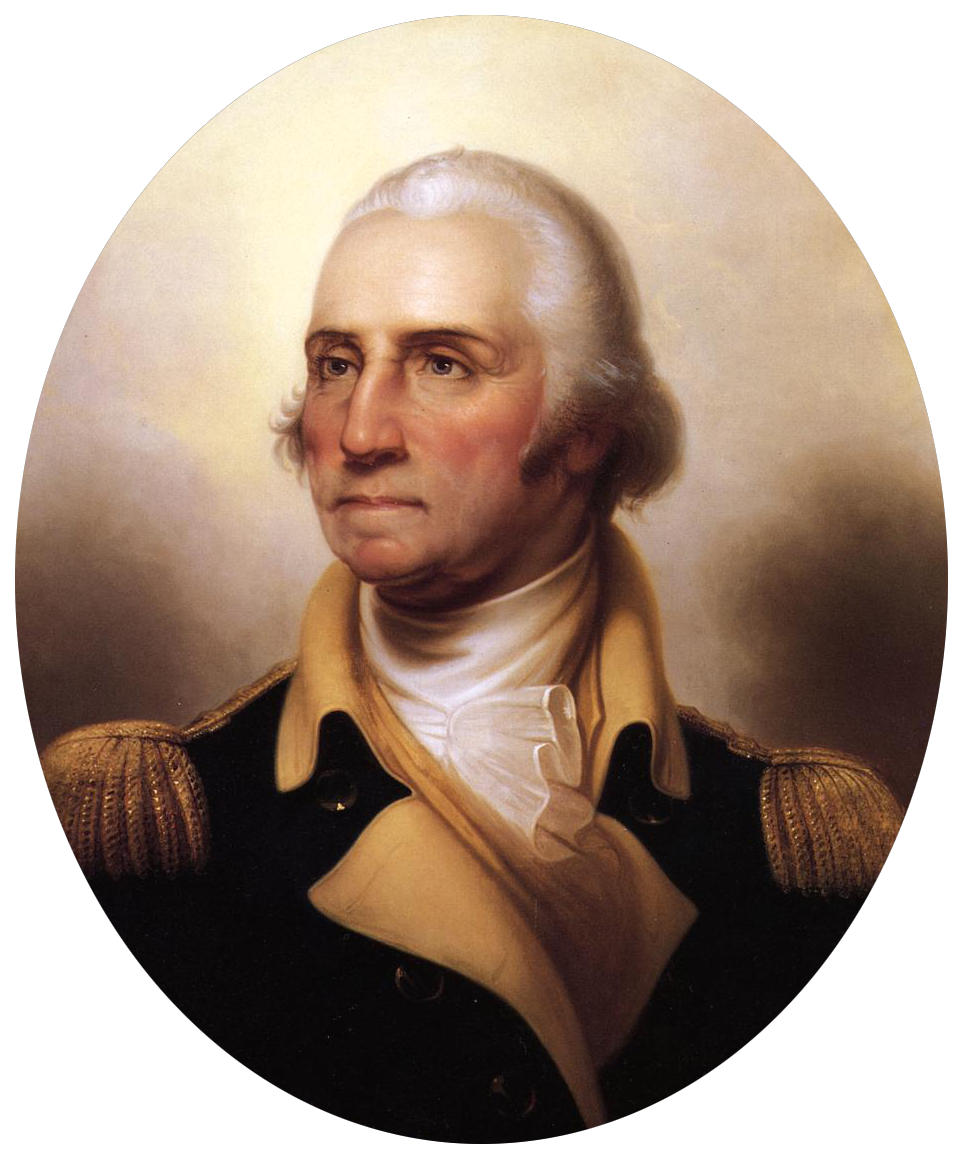
George Washington

- 1725 : en Autriche, Philippe V signe le traité de Vienne avec Charles VI.
- 1789 : cérémonie d'investiture, à New York, du premier président des États-Unis, George Washington.
- 1793 : bataille de Legé, pendant la guerre de Vendée.
- 1794 : victoire des Alliés, au siège de Landrecies, pendant la Première Coalition.

### XIXesiècle
- 1803 : Napoléon Bonaparte vend la Louisiane aux États-Unis, pour 80 millions de francs.
- 1812 : la Louisiane est admise au sein de l’Union, devenant ainsi le 18e État américain.
- 1827 : à Alger, le consul de France Pierre Deval est outragé par le dey, qui le soufflette avec son éventail, pour une dette que Pierre Deval a omis de payer encore à ce jour.
- 1838 : le Nicaragua déclare son indépendance vis-à-vis de la République fédérale d'Amérique centrale.
- 1863 : bataille de Camerone, au Mexique, au cours de laquelle un détachement de la Légion étrangère, commandé par le capitaine Jean Danjou, tué pendant cette bataille, livre un combat acharné pendant neuf heures contre deux mille Mexicains.
- 1871 : massacre de Camp Grant, pendant les guerres apaches.

### XXesiècle
- 1939 : en Allemagne, les Juifs perdent leur droit de protection des locataires, étape dans la mise en place des « maisons juives ».
- 1943 : lancement de l'opération Mincemeat.
- 1945 :
  - Adolf Hitler se suicide dans son bunker de Berlin assiégé par l'Armée rouge.
  - Libération du camp de concentration de Ravensbrück.
- 1947 : résolution no 24 du Conseil de sécurité des Nations unies, relative à l'admission de la Hongrie.
- 1948 : réunis à Bogota, vingt-et-un pays créent l'Organisation des États américains (OEA).
- 1973 : la Maison-Blanche annonce la démission de quatre hautes personnalités du gouvernement Nixon dont les noms ont été mêlés au scandale du Watergate.
- 1975 : l'Armée populaire vietnamienne et le Front national de libération du Sud Viêt Nam occupent Saïgon, où est mis en place un gouvernement provisoire, marquant ainsi la fin de la guerre du Viêt Nam.
- 1980 :
  - la reine Juliana des Pays-Bas abdique en faveur de sa fille Beatrix le jour de ses 71 ans.
  - Un commando prend en otage l'ambassade d'Iran à Londres en réclamant la libération de prisonniers politiques ; ce siège durera six jours.
- 1989 : le canton d'Appenzell Rhodes-Extérieures accorde le droit de vote aux femmes.
- 1993 :
  - en plein match à Hambourg, la joueuse professionnelle de tennis yougoslave Monica Seles (alors numéro 1 mondiale) est poignardée par un supporter déséquilibré de Steffi Graf.
  - Le CERN met les logiciels du World Wide Web dans le domaine public
- 1998 : résolution no 1165 du Conseil de sécurité des Nations unies, sur la création d'une troisième chambre de première instance, au sein du Tribunal pénal international pour le Rwanda.
- 1999 : début du procès à Essen en Allemagne de quatre hooligans agresseurs du gendarme français Daniel Nivel lors de la Coupe du monde de football 1998 en France.

### XXIesiècle
- 2003 : après cinq ans de négociations, destinées à mettre un terme à près de dix ans de guerre civile, le président burundais Pierre Buyoya, un Tutsi, passe le relais à son vice-président, Domitien Ndayizeye, un Hutu.L'empereur émérite nippon Akihito en 2016

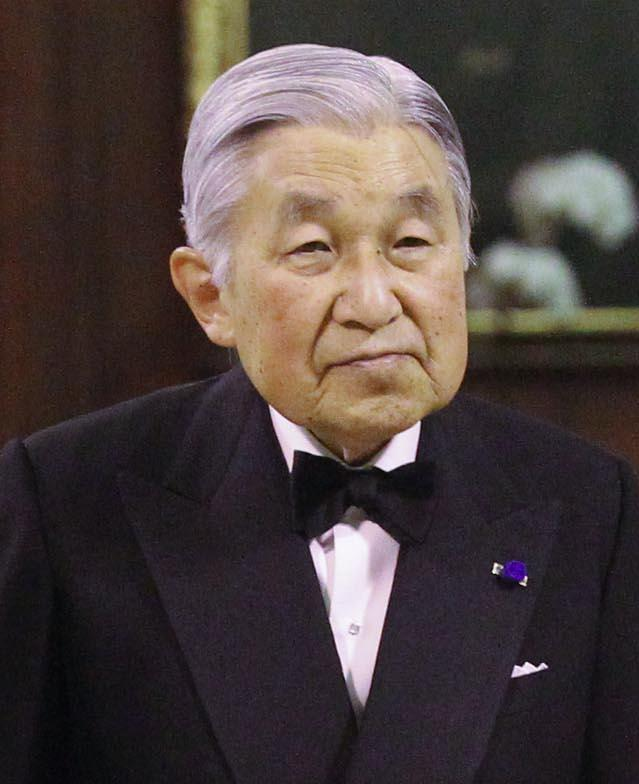
L'empereur émérite nippon Akihito en 2016

- 2008 : confirmation que les squelettes retrouvés à Iekaterinbourg sont bien les corps des deux enfants du tsar Nicolas II, la grande-duchesse Maria et le tsarévitch Alexis.
- 2009 : attaque contre la famille royale des Pays-Bas à Apeldoorn (8 morts, dont le chauffeur de la voiture folle).
- 2013 : la reine Beatrix des Pays-Bas abdique à 75 ans en faveur de son fils qui devient le roi Willem-Alexander[2].
- 2017 : Matteo Renzi est réélu à la tête du Parti démocrate en Italie.
- 2018 : la Cour constitutionnelle du Gabon dissout l'assemblée du pays et ordonne la démission du gouvernement, celui-ci n'ayant pas organisé les législatives à temps.
- 2019 : l'empereur du Japon Akihito abdique, renonçant au trône du chrysanthème en faveur de son fils aîné Naruhito[3].
- 2021 : attentat à Pol-é 'Alam
- 2023 : 
  - en Ouzbékistan, un référendum constitutionnel est approuvé, neuf mois après les manifestations au Karakalpakstan[4].
  - au Paraguay, les élections générales se déroulent afin d'élire le président de la République ainsi que les membres des deux chambres du Congrès. Les élections des gouverneurs et des assemblées des 17 départements du pays ont lieu simultanément, de même que celles des 18 délégués au Parlement du Mercosur. Santiago Peña est élu Président du pays[5] et le Parti colorado conserve le pouvoir[6].
- 2025 : en Syrie, des combats entre ex-rebelles et milices druzes associées à Israël font une centaine de morts[7].

## Arts, culture et religion

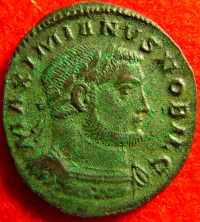
L'empereur Galère en effigie de monnaie ou médaille

- 311 : l'empereur romain Galère autorise le culte chrétien par l'édit de Sardique.

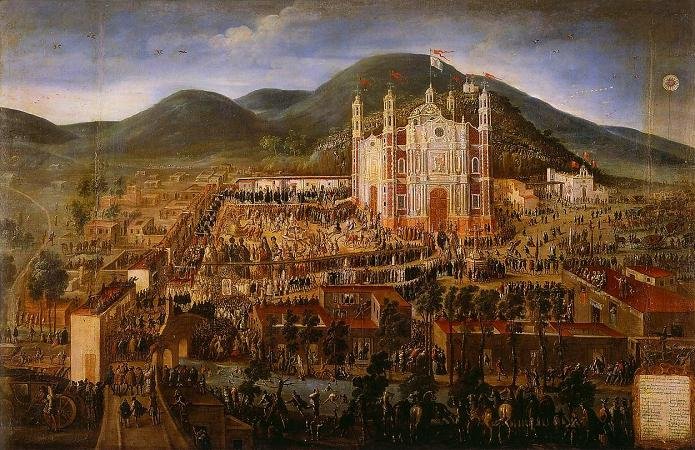
Translation de l'image et dédicace du sanctuaire de Guadalupe à México en 1709

- 1709 : translation solennelle de l'Image de Notre-Dame de Guadalupe dans la grande église de Mexico construite à cet effet[8]
- 1834 : publication à Paris des Paroles d'un croyant par Lamennais.
- 1902 : première représentation du drame lyrique Pelléas et Mélisande de Claude Debussy d'après l'œuvre de Maurice Maeterlinck, à l'Opéra-Comique de Paris.

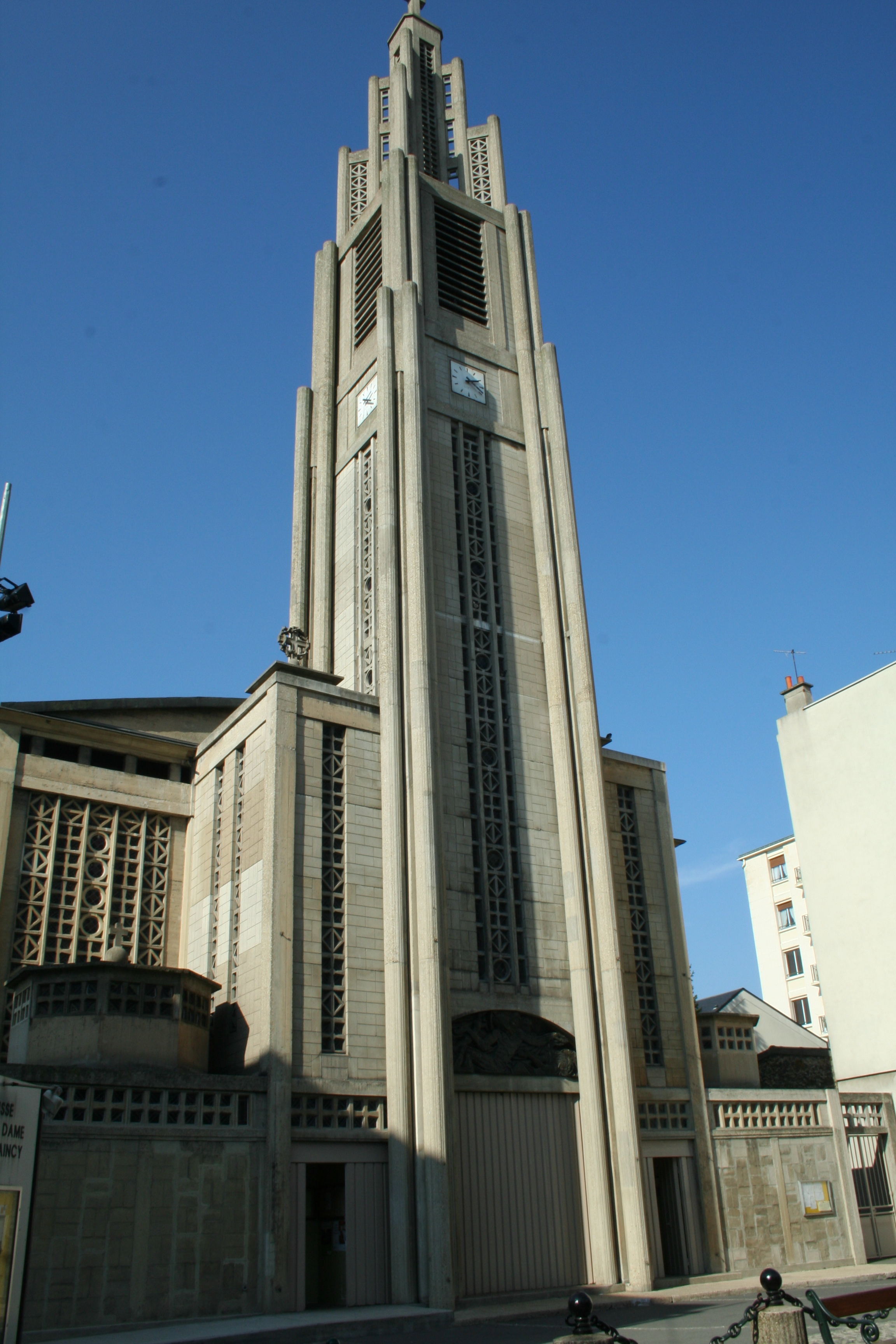
Façade de l'église Notre-Dame du Raincy en Île-de-France

- 1922 : pose de la première pierre de l'église Notre-Dame du Raincy, monument emblématique de l'architecture moderne, construite par les frères Gustave et Auguste Perret.
- 1927 : Douglas Fairbanks et Mary Pickford sont les premières célébrités à laisser leurs empreintes de pieds de stars, devant le Théâtre chinois de Grauman[9].
- 1988 : Céline Dion remporte à Dublin en Irlande le Concours Eurovision de la chanson à l'âge de 20 ans pour le compte de la Suisse avec la chanson "Ne partez pas sans moi" qu'un certain René Angélil présent ce soir-là jusque dans sa loge va appliquer à la lettre[10].
- 1997 : Première diffusion de la série d'animation Enigma de Eunice Alvarado Ellis sur M6 dans M6 Kid.
- 2023 : 
  - le Chinois Ding Liren devient champion du monde d'échecs en battant le Russe Ian Nepomniachtchi lors de la quatrième et dernière partie rapide. Les trois autres s'étant terminées sur une égalité[11].

## Sciences et techniques
- 1006 : première observation de la supernova SN 1006.
- 1877 : Charles Cros dépose à l'Académie des Sciences de Paris le mémoire dans lequel il décrit le « paléophone » avant le premier phonographe de Thomas Edison[12].
- 1897 : la découverte de l'électron est annoncée devant la Royal Institution par le physicien britannique Joseph John Thomson[13].
- 1939 : Franklin Delano Roosevelt devient le premier président américain à paraître à la télévision, lors de l'exposition universelle de New York[14].
- 1950 : le chasseur-bombardier monoplace SE 2410 Grognard réalise son premier vol[15].
- 2015 : la sonde spatiale MESSENGER marquant la fin de sa mission s’écrase comme programmé à 19 h 26 en surface de la planète Mercure.

## Économie et société
- 1825 : fondation de l'Association boursière des libraires allemands de Leipzig (de) à Leipzig.
- 1904 : ouverture de l'Exposition Universelle de Saint-Louis, dans le Missouri aux États-Unis, cadre par ailleurs des IIIe Jeux olympiques.

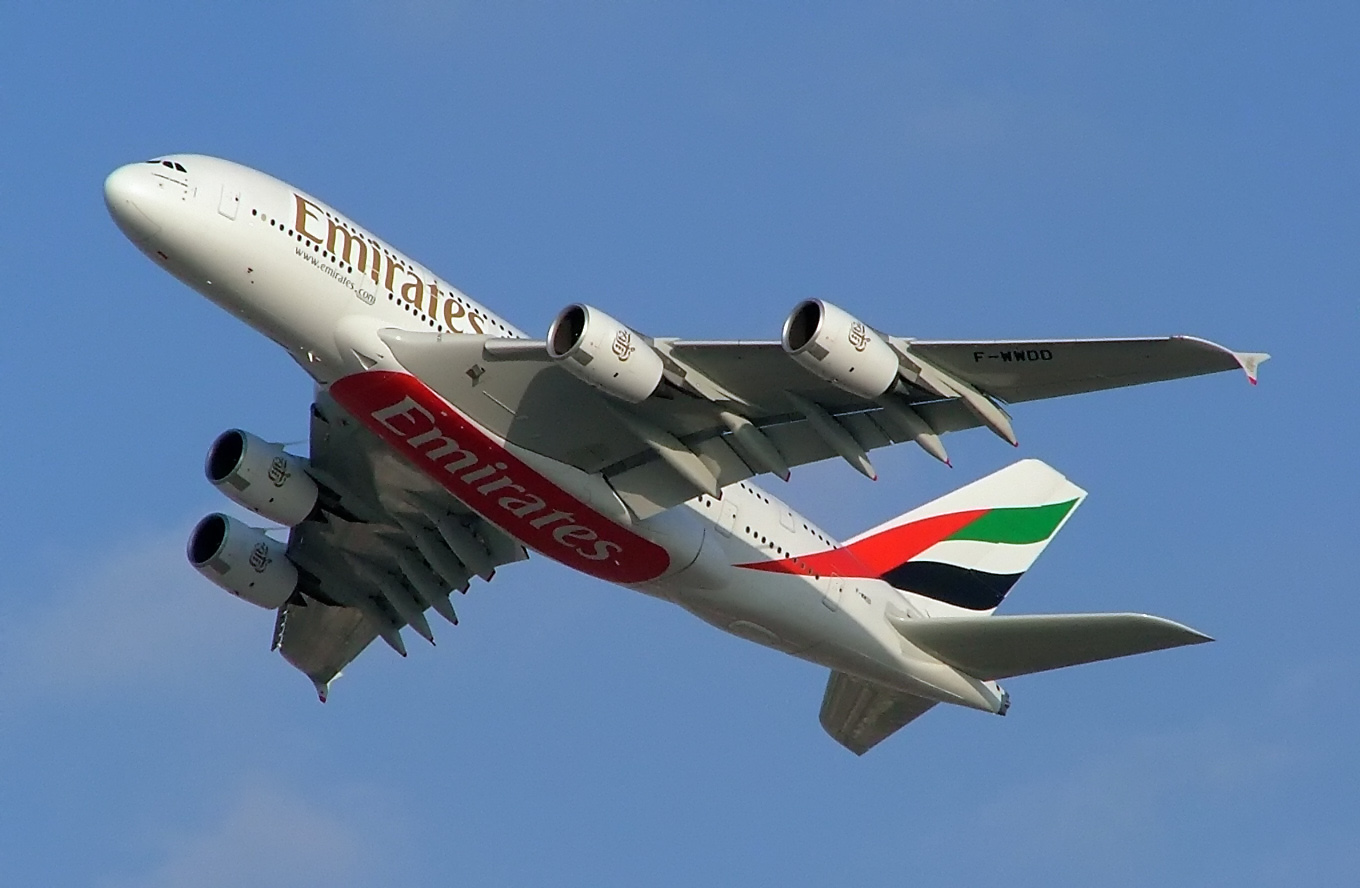
Airbus A380

- 2000 : première commande ferme pour l'Airbus A380, par la compagnie Emirates Airlines.
- 2008 : la compagnie d'automobiles Chrysler se met sous la protection du chapitre 11 de la loi sur les faillites des États-Unis en se déclarant en faillite.
- 2021 : en Israël, une bousculade fait 45 morts et 150 blessés lors d'un pèlerinage au mont Méron pour la fête de Lag Ba'omer[16].

## Naissances

### XIVesiècle
- 1331 : Gaston III Febus, comte de Foix-Béarn († 1er août 1391).

### XVIesiècle
- 1553 : Louise de Lorraine-Vaudémont, épouse du roi Henri III, reine de France de 1575 à 1589 († 29 janvier 1601).

### XVIIesiècle
- 1623 : François de Montmorency-Laval, premier évêque de la Nouvelle France († 6 mai 1708).
- 1651 : Jean-Baptiste de La Salle, pédagogue et grand réformateur de l'éducation en France, fondateur de l'institut des Frères des Écoles chrétiennes († 7 avril 1719).
- 1662 : Marie II, reine d'Angleterre († 28 décembre 1694).

### XVIIIesiècle
- 1723 : Mathurin Jacques Brisson, zoologiste et physicien français († 23 juin 1806).
- 1729 : Pierre-Jacques Volaire, peintre français († 19 septembre 1799).
- 1764 : Luigi Ademollo, peintre italien († 11 février 1849).
- 1769 : Arthur Wellesley de Wellington, aristocrate, militaire et homme d'État britannique († 14 septembre 1852).
- 1777 : Carl Friedrich Gauss, mathématicien, astronome et physicien allemand († 23 février 1855).

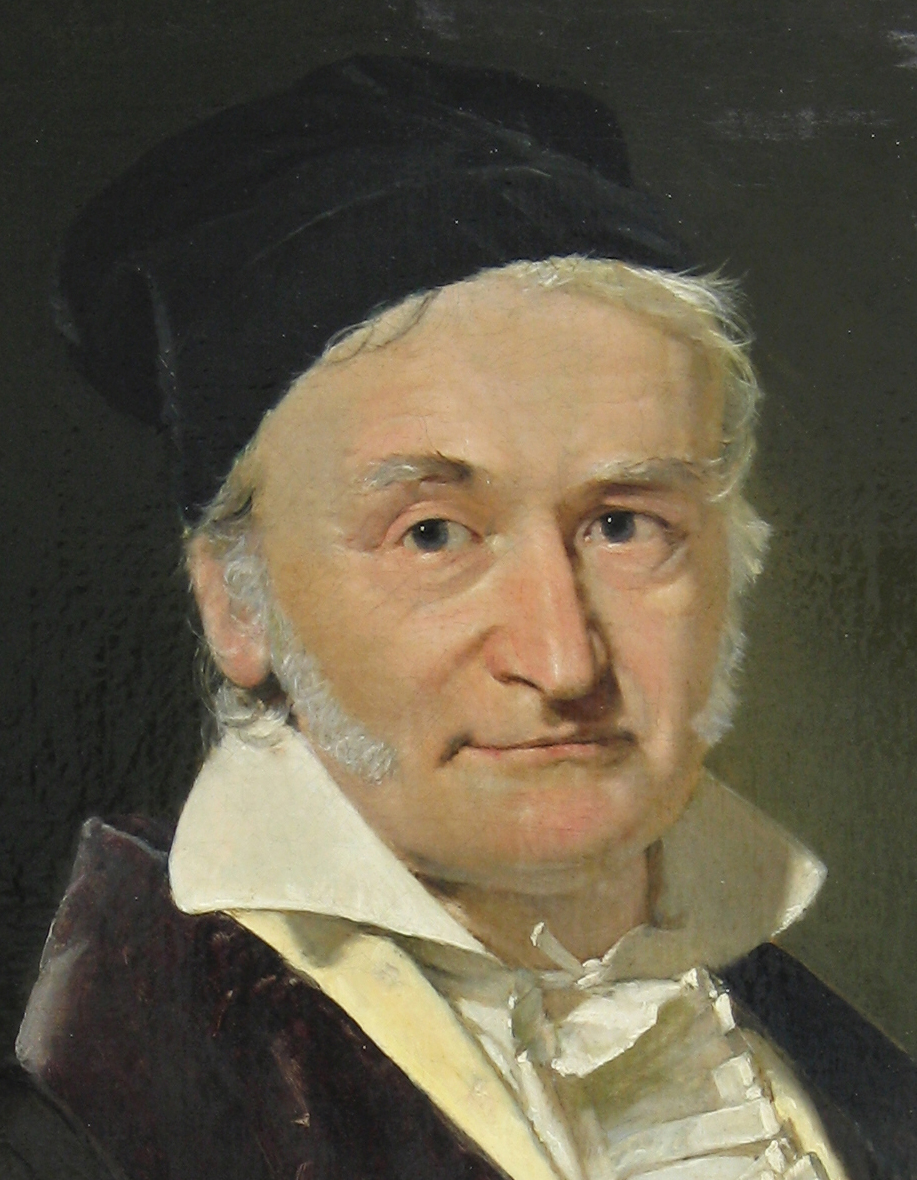
Carl Friedrich Gauss (1777-1855) par en 1887, d'après un portrait par Christian Albrecht Jensen en 1840

- 1796 : Adolphe Crémieux, homme politique français († 10 février 1880)

### XIXesiècle
- 1812 (date possible) : Kaspar Hauser, personnalité allemande († 17 décembre 1833).
- 1825 : Charles Monselet, journaliste et romancier français († 18 mars 1888).
- 1833 : Benedykt Dybowski, zoologiste polonais († 31 janvier 1930).
- 1834 : John Lubbock, préhistorien, biologiste et homme politique britannique († 28 mai 1913).
- 1870 : Franz Lehár, musicien et compositeur autrichien d'opérettes, dont La Veuve joyeuse († 24 octobre 1948).
- 1875 : Julien Brulé, archer français, champion olympique († 25 juin 1928).
- 1877 : 
  - Léon Flameng, coureur cycliste français, champion olympique en 1896 († 2 janvier 1917).
  - Alice B. Toklas, femme de lettres américaine († 7 mars 1967).
- 1878 : Władysław Witwicki, psychologue, philosophe, traducteur, historien de la philosophie et de l'art, et artiste polonais († 21 décembre 1948).
- 1883 : Jaroslav Hašek, écrivain tchèque († 3 janvier 1923).
- 1885 : Luigi Russolo, peintre et compositeur italien († 4 février 1947)
- 1893 : Joachim von Ribbentrop, diplomate et homme politique allemand († 16 octobre 1946).
- 1894 : Hubert-Salvator de Habsbourg-Toscane, archiduc d'Autriche et prince de Toscane († 24 mars 1971).
- 1895 : Philippe Panneton, romancier et essayiste québécois († 28 décembre 1960).
- 1896 : Colby Slater, joueur de rugby américain, double champion olympique († 30 janvier 1965).
- 1897 : Dina Bélanger, religieuse et musicienne québécoise béatifiée en 1993 († 4 septembre 1929).
- 1898 : Johan Richthoff, lutteur suédois, double champion olympique († 1er octobre 1983)

### XXesiècle
- 1908 :
  - Eve Arden, actrice américaine († 12 novembre 1990).La reine Juliana des Pays-Bas en effigie

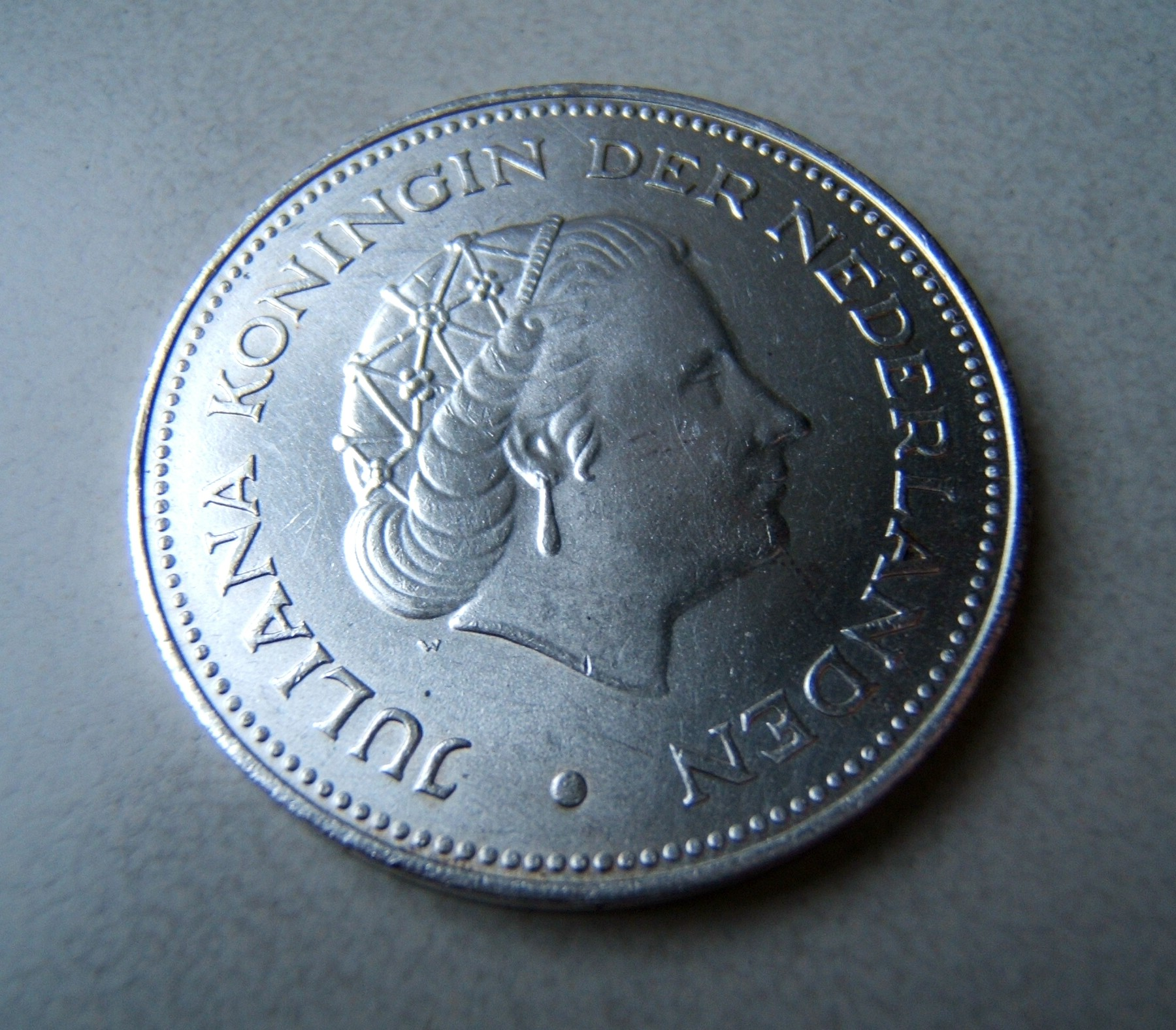
La reine Juliana des Pays-Bas en effigie

  - Frank Robert Miller, air marshal canadien († 20 octobre 1997).
- 1909 : Juliana des Pays-Bas, reine des Pays-Bas de 1948 à 1980 († 20 mars 2004).
- 1916 :
  - Claude Shannon, ingénieur et mathématicien américain († 24 février 2001).
  - Robert Shaw, directeur de chorale et chef d'orchestre américain († 25 janvier 1999).
- 1917 (ou 24 avril[17]) : Song Ping (宋平 ou Sòng Píng), homme politique chinois du régime communiste.
- 1919 : François Brigneau, journaliste, écrivain et éditeur français († 9 avril 2012).
- 1920 : sir Thomas Moore dit Tom Moore et Captain Tom, officier vétéran et philanthrope britannique devenu centenaire et anobli († 2 février 2021).
- 1921 : Yves Hervouet, chercheur et sinologue français († 29 janvier 1999).
- 1923 : Percy Heath, musicien américain du Modern Jazz Quartet († 28 avril 2005).Cloris Leachman en juillet 1970
- 1925 :

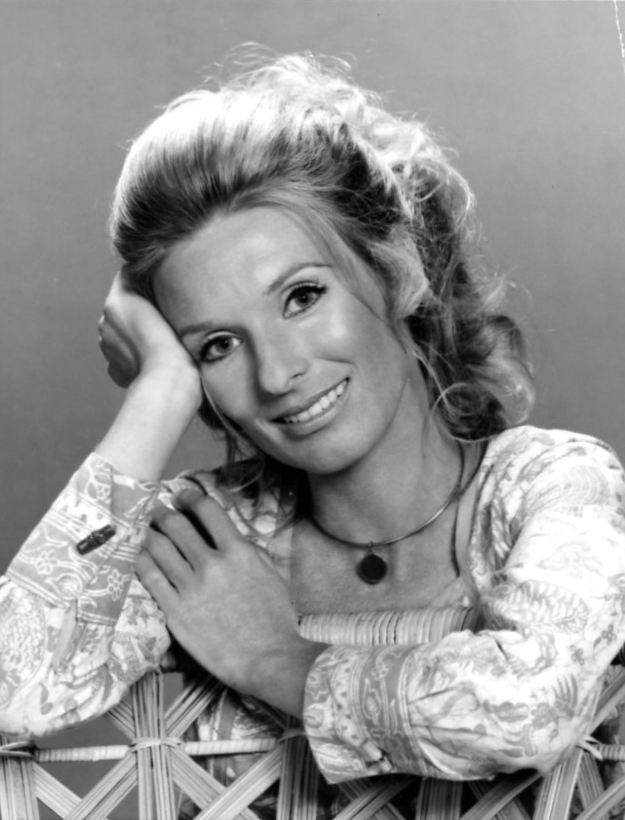
Cloris Leachman en juillet 1970

  - Corinne Calvet, actrice française († 23 juin 2001).
  - Johnny Horton, chanteur et guitariste américain († 5 novembre 1960).
- 1926 : Cloris Leachman, actrice américaine († 27 janvier 2021).
- 1927 : 
  - René Joly, chanteur-auteur-compositeur français († 26 décembre 2024).
  - Lars Hall, pentathlonien suédois, champion olympique († 26 avril 1991).
- 1929 : Jacques Létourneau, acteur québécois.
- 1930 : Félix Guattari, philosophe et psychiatre français († 29 août 1992).
- 1931 : Adriana Asti, actrice italienne.
- 1934 : Rachel Jedinak née Psankiewicz, Française rescapée enfant de la rafle du Vélodrome d'Hiver des 16 et 17 juillet 1942, avec sa sœur aînée de cinq ans (née vers 1929)[18], autrice et témoin de ces événements auprès de générations suivantes.
- 1938 :
  - Micaela Cousino, comtesse douairière de Paris et duchesse de France († 13 mars 2022).
  - Jean-Pierre Leroux, acteur et doubleur vocal français et lillois.
  - Larry Niven, auteur américain de science-fiction.
- 1940 : 
  - Guy Cloutier, producteur québécois.
  - Burt Young, acteur américain.
- 1943 : Bobby Vee, chanteur de rock américain († 24 octobre 2016).
- 1944 : Jill Clayburgh, actrice américaine († 5 novembre 2010).
- 1945 :
  - Michel Bühler, chanteur, écrivain et enseignant suisse. († 7 novembre 2022).
  - Michael J. Smith, astronaute américain († 28 janvier 1986).
- 1946 : 
  - Charles XVI Gustave, roi de Suède depuis 1973.
  - Don Schollander, nageur américain, quintuple champion olympique.
- 1948 :
  - Jacques Jakubowicz dit Jacky, (co)animateur français de Récré A2, de Platine 45, du Club Dorothée puis sur IDF1.
  - Perry King, acteur et réalisateur américain.
  - Pierre Pagé, entraîneur canadien de hockey sur glace.
- 1949 :
  - Phil Garner (en), joueur de baseball américain.
  - António Guterres, homme politique portugais, actuel Secrétaire général des Nations unies.
- 1952 : Jacques Audiard, réalisateur et scénariste français, fils de Michel Audiard.
- 1953 : Merrill Osmond, chanteur et bassiste américain du groupe The Osmonds.
- 1954 :
  - Jane Campion, réalisatrice de cinéma néo-zélandaise.
  - Philippe Goujon, homme politique français.
  - Philippe Porée-Kurrer, écrivain français.
- 1955 :
  - Philippe Bonnin, escrimeur français champion olympique.
  - Nicolas Hulot, animateur de télévision et homme politique français engagé dans la protection de l'environnement.
  - Daniel Turp, universitaire et homme politique québécois.
- 1956 :
  - Jorge Chaminé, baryton franco-portugais.
  - Barbara Seranella, romancière américaine († 21 janvier 2007).
  - Lars von Trier, réalisateur danois de cinéma.
- 1958 : Charles Berling, acteur, réalisateur, scénariste et producteur français.
- 1959 :
  - Alessandro Barbero, écrivain italien.
  - Stephen Harper, homme d'État canadien, premier ministre du Canada de 2006 à 2015.
- 1960 :
  - Claude Bergeaud entraîneur de basket-ball français.
  - Rozenn Milin, ancienne speakerine bilingue franco-brittophone, première directrice de TV Breizh, promotrice de la diversité linguistique.
- 1961 : Isiah Thomas, joueur de basket-ball américain.
- 1963 : Dominique Guirous, danseuse, actrice et écrivaine française.
- 1964 : Barrington Levy, chanteur de reggae jamaïcain.
- 1966 : 
  - Jeff Brown, défenseur de hockey sur glace canadien.
  - Elisabeth Micheler-Jones, kayakiste allemande, championne olympique de slalom.
  - Roman Hagara, skipper autrichien, double champion olympique.
- 1969 : Jérôme Cazalbou, joueur de rugby à XV français.
- 1971 : 
  - John Boyne, évrivain irlandais.
  - Raymi Sambo, acteur, réalisateur, producteur et scénariste néerlandais.
- 1974 : Ricardo Ortiz, matador espagnol.
- 1975 : Ha Tae-kwon, joueur de badminton sud-coréen, champion olympique.
- 1980 : Luis Scola, basketteur argentin.
- 1981 :
  - Aleksandr Alekseyev, boxeur russe.
  - Tarik Bouguetaïb, athlète marocain.
  - Chrystelle Naami Yang, taekwondoïste camerounaise.
  - Diego Occhiuzzi, escrimeur italien.
  - Julie Pujol, joueuse de rugby à XV française.
  - Kristin Størmer Steira, fondeuse norvégienne.
  - Astou Traoré, basketteuse sénégalaise.
  - Ali Williams, joueur de rugby néo-zélandais, champion du monde.
- 1982 : Kirsten Dunst, actrice américaine.
- 1983 : 
  - Aaron Johnson, défenseur de hockey sur glace canadien
  - Pierre-Benoist Varoclier, acteur, metteur en scène et dramaturge français
  - Yun Mi-jin, archère sud-coréenne, triple championne olympique.
- 1984 : Naisula Lesuuda, femme politique kényane.
- 1985 : 
  - Douzi, chanteur belgo-marocain.
  - Gal Gadot, actrice israélienne.
- 1986 : Dianna Agron, actrice américaine.
- 1987 : Arnaud Dorier, rugbyman français.
- 1988 : Sandra Sánchez Sangiao, chanteuse catalane de musique traditionnelle et populaire.
- 1991 : Christopher Kreider, hockeyeur sur glace américain.
- 1992 : Marc-André ter Stegen, footballeur allemand.
- 1994 : Olivia Époupa, basketteuse française.
- 1998 : Ruby Fields, autrice-compositrice-interprète et guitariste australienne.
- 1999 : Adrian Șut, footballeur roumain.

### XXIesiècle
- 2001 : Kamilla Cardoso, joueuse de basket-ball brésilienne.
- 2002 : Anna Cramling Bellon, joueuse d'échecs suédoise.

## Décès

### Iersiècle
- 65 : Lucain (Marcus Annaeus Lucanus souvent traduit), poète romain, neveu de Sénèque et compagnon de Néron (° 3 novembre 39).

### VIIIesiècle
- 783 : Hildegarde de Vintzgau, troisième femme de Charlemagne, mère de Louis Ier le Pieux (° v. 758).

### XIesiècle
- 1063 : Song Renzong, 4e empereur de la dynastie Song en Chine (° 30 mai 1010).

### XIVesiècle
- 1315 : Enguerrand de Marigny, chambellan et ministre du roi Philippe IV le Bel (° vers 1260).
- 1341 : Jean III de Bretagne dit « Jean III le Bon », duc de Bretagne de 1312 à 1341 (° 8 mars 1286).

### XVIesiècle
- 1524 : Pierre Terrail de Bayard, noble dauphinois (° 1476).
- 1555 : Marcel II (Marcello Cervini), 222e pape de l'Église catholique, après 21 jours de pontificat (° 6 mai 1501).
- 1574 : Boniface de la Môle, noble français sous le règne de Charles IX, évoqué comme ancêtre de Mathilde de la Môle dans Le Rouge et le Noir de Stendhal.

### XVIIesiècle
- 1632 : Sigismond III de Pologne, roi de Pologne et grand-duc de Lituanie de 1587 à 1632, et roi de Suède de 1592 à 1599 († 19 avril 1632).
- 1655 : Eustache Le Sueur, peintre et dessinateur français de style baroque (° 19 novembre 1616).
- 1672 : Marie de l'Incarnation, religieuse missionnaire d’origine française (° 28 octobre 1599).

### XVIIIesiècle
- 1758 : François d'Agincourt, musicien français, claveciniste et organiste (° 1684).Édouard Manet par Nadar

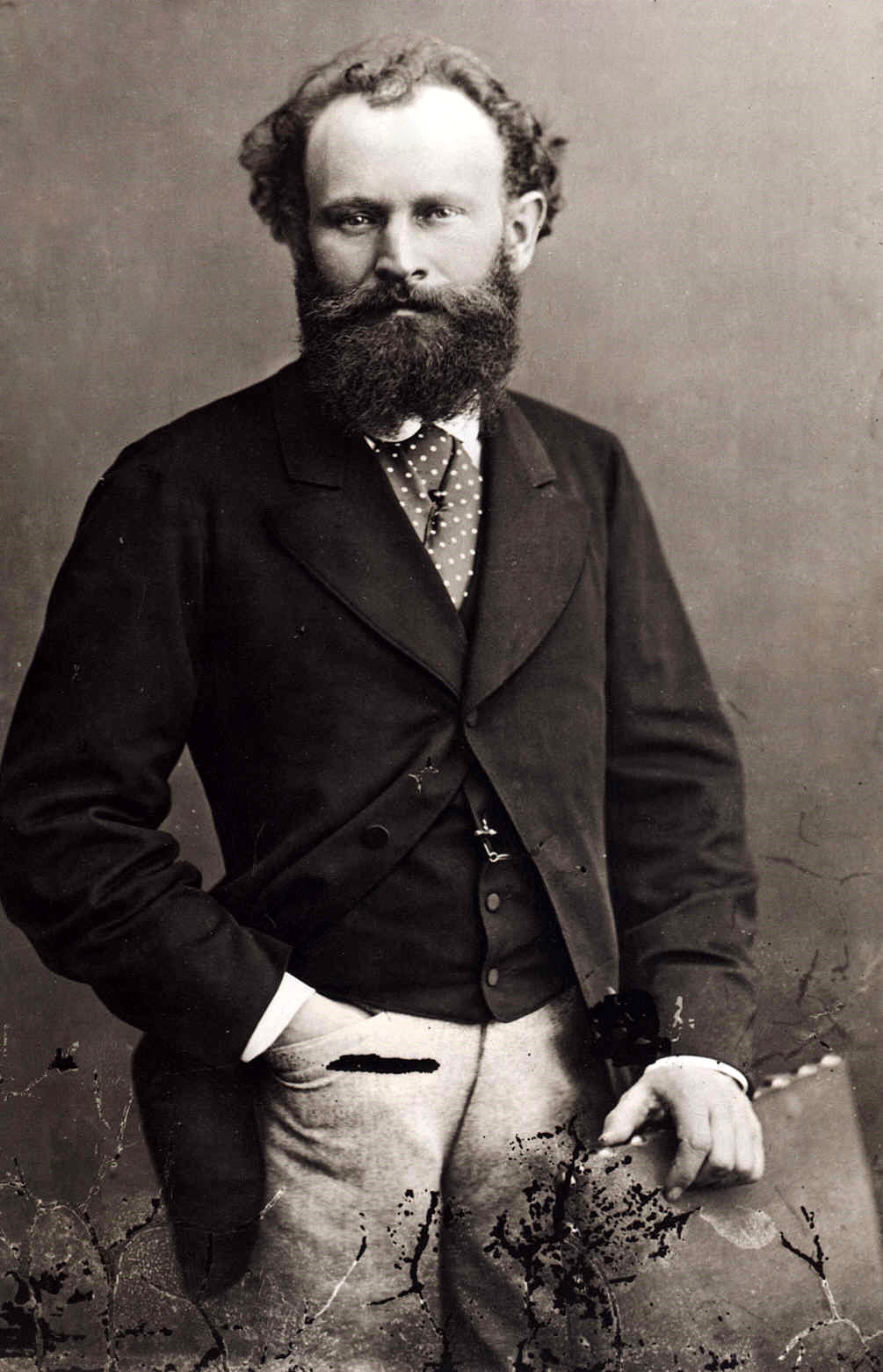
Édouard Manet par Nadar

- 1792 : John Montagu, amiral inventeur du sandwich (° 3 novembre 1718).
- 1795 : Jean-Jacques Barthélemy, ecclésiastique, archéologue, littérateur et numismate français (° 20 janvier 1716).

### XIXesiècle
- 1820 : Benoît Mottet de La Fontaine, haut fonctionnaire français (° 4 juillet 1745).
- 1863 : Jean Danjou, officier militaire français du second Empire (° 15 avril 1828).
- 1865 : Robert FitzRoy, hydrographe et cartographe britannique (° 5 juillet 1805).
- 1870 : Thomas Cooke, évêque québécois (° 9 février 1792).
- 1873 : Alexis Billiet, cardinal français, archevêque de Chambéry (° 28 février 1783).
- 1883 : Édouard Manet, peintre français majeur de la fin du XIXe siècle (° 23 janvier 1832).
- 1886 : Joseph Lemoine, peintre français (° 27 juillet 1830).
- 1887 : Friedrich Wilhelm Markull, organiste et compositeur allemand (° 17 février 1816).
- 1900 : Casey Jones, mécanicien de chemin de fer américain (° 14 mars 1863).

### XXesiècle
- 1905 : Charles Moore, botaniste britannique d'origine écossaise (° 10 mai 1820).
- 1933 : Anna de Noailles, poétesse et romancière française jurée du prix Femina (° 15 novembre 1876).
- 1943 : Beatrice Webb, écrivain britannique (° 22 janvier 1858).
- 1945 :
  - Adolf Hitler, personnalité politique allemande (° 20 avril 1889)
  - Eva Braun, épouse du précédent (° 6 février 1912).
- 1970 : Inger Stevens, actrice américaine d’origine suédoise (° 18 octobre 1934).
- 1971 : Henri Adeline, général de brigade et résistant français (° 8 mai 1898).
- 1972 : Martin Ndayahoze, homme politique burundais (° 3 avril 1940).
- 1974 : Agnes Moorehead, actrice américaine (° 6 décembre 1900).
- 1983 :
  - George Balanchine, danseur et chorégraphe français (° 22 janvier 1904).
  - Muddy Waters, musicien américain de blues, figure historique du Chicago blues (° 4 avril 1915).
- 1987 : Marc Aaronson, astronome américain (° 24 août 1950).
- 1989 : Sergio Leone, cinéaste italien (° 3 janvier 1929).
- 1989 : Guy Williams, acteur italo américain, ayant incarné Zorro dans la série télévisée (° 14 janvier 1924).
- 1994 :
  - Frère Jérôme, religieux québécois intimement lié à l'histoire de l'art contemporain du Québec (° 29 août 1902).
  - Roland Ratzenberger, pilote automobile autrichien (° 4 juillet 1960).
- 1996 :
  - David Opatoshu, acteur américain (° 30 janvier 1918).
  - Rosaura Revueltas, actrice mexicaine (° 6 août 1910).
- 1997 :
  - Goldia O'Haver, infirmière américaine (° 3 décembre 1902).
  - Henry Picard, golfeur américain (° 15 novembre 1876).
  - Roger Prat, homme politique français (° 13 juin 1909).
  - Vladimir Sukharev, athlète de sprint soviétique puis kirghiz (° 10 juillet 1924).
- 1998 :
  - Teddy Bilis, acteur français (° 13 mai 1913).
  - Nizar Kabbani, poète syrien (° 21 mars 1923).
  - Jopie Selbach, nageuse néerlandaise (° 27 juillet 1918).
- 1999 :
  - Nenad Nikolić, footballeur yougoslave (° 20 août 1961).
  - Darrell Sweet (en), musicien britannique du groupe Nazareth (° 16 mai 1947).
- 2000 :
  - Poul Hartling, homme politique et diplomate danois (° 14 août 1914).
  - Jonah Jones, trompettiste de jazz américain (° 31 décembre 1909).
  - Marjorie Noël, chanteuse française (° 29 décembre 1945).
  - Leon Van Daele, cycliste sur route belge (° 24 février 1933).

### XXIesiècle
- 2002 :
  - Sylvain Lelièvre, auteur-compositeur et interprète québécois (° 7 février 1943).
  - Leslie Melville, économiste et homme politique australien (° 26 mars 1902).
  - Luc Varenne, journaliste sportif belge (° 8 février 1914).
- 2003 : Possum Bourne, pilote de rallye néo-zélandais (° 13 avril 1956).
- 2004 :
  - Jeff Butterfield, joueur de rugby à XV anglais (° 9 août 1929).
  - Boris Pergamenchtchikov, violoncelliste russe (° 14 août 1948).
- 2005 :
  - Sylve Bengtsson, footballeur puis entraîneur suédois (° 2 juillet 1930).
  - Ron Todd, syndicaliste anglais (° 11 mars 1927).
- 2006 :
  - Pramoedya Ananta Toer, écrivain indonésien (° 6 février 1925).
  - Barry Driscoll, peintre naturaliste britannique (° 15 décembre 1926).
  - Jean-François Revel, philosophe, écrivain, journaliste et académicien français (° 19 janvier 1924).
  - Corinne Rey-Bellet, skieuse alpine suisse (° 2 août 1972).
- 2007 :
  - Tom Cartwright, joueur de cricket anglais (° 22 juillet 1935).
  - Grégory Lemarchal, chanteur français (° 13 mai 1983).
  - Bernard Marszałek, pilote de motonautisme polonais (° ? 1976).
  - Kevin Mitchell, joueur de foot U.S américain (° 1er janvier 1971).
  - Tom Poston, acteur américain (° 17 octobre 1921).
  - Gordon Scott, acteur américain (° 3 août 1926).
  - Zola Taylor, chanteuse américaine (The Platters) (° 17 mars 1938).
  - André Valardy, acteur et humoriste belge (° 17 mai 1938).
  - Arsène Vaillant, journaliste sportif belge (° 13 juin 1922).
- 2009 :
  - Venetia Burney, enseignante britannique (° 11 juillet 1918).
  - Maxime de la Falaise, mannequin britannique (° 25 juin 1922).
  - McCoy McLemore, basketteur américain (° 3 avril 1942).
  - Henk Nijdam, cycliste sur route néerlandais (° 26 août / 26 septembre 1935).
- 2010 :
  - Cristina Corrales, animatrice de radio et femme politique bolivienne (° 5 décembre 1962).
  - Paul Augustin Mayer, cardinal allemand, doyen d'âge du Collège cardinalice (° 23 mai 1911).
- 2011 : Ernesto Sábato, écrivain argentin (° 24 juin 1911).
- 2013 : Viviane Forrester (Viviane Dreyfus dite), femme de lettres française jurée du prix Femina (° 29 septembre 1925).
- 2014 : Larry Ramos (en), chanteur et musicien américain (The New Christy Minstrels - The Association) (° 19 avril 1942).
- 2015 :
  - Ben E. King, chanteur américain (° 28 septembre 1938).
  - Patachou (Henriette Ragon dite), chanteuse française (° 10 juin 1918).
  - Lang Dulay, tisserande t'boli.
- 2016 : Dang Jittakorn, chanteur pop de Luk thung thaïlandaise (° 14 février 1970).
- 2019 :
  - Anémone (Anne Bourguignon dite), comédienne française (° 9 août 1950).
  - Peter Mayhew, acteur britanno-américain dans la peau de Chewbacca (° 19 mai 1944).
- 2020 : Tony Allen (Anthony Oladipo Allen dit), batteur et auteur-compositeur nigérian (° 20 juillet 1940).
- 2022 : Mino Raiola.
- 2024 :
  - Paul Auster, romancier, scénariste et réalisateur américain (° 3 février 1947).
  - MC Conrad, producteur et MC de musique électronique britannique (° avril 1972).
  - Duane Eddy, guitariste de rock'n'roll américain (° 26 avril 1938).
  - Ngapare Hopa, anthropologue néo-zélandaise (° 1935).
  - George Lober, homme politique samoan (° 18 décembre 1946).
- 2025 :
  - Inah Canabarro Lucas, religieuse thérèsienne et supercentenaire brésilienne (° 8 juin 1908).
  - Ruth Hieronymi, femme politique allemande (° 8 novembre 1947).
  - Kari Løvaas, soprano norvégienne (° 13 mai 1939).
  - Ferenc Mohácsi, canoéiste hongrois (° 25 octobre 1929).
  - Park Hee-gon, réalisateur et scénariste sud-coréen (° 21 août 1969).
  - Isidore Partouche, entrepreneur français (° 21 avril 1931).
  - Joe Louis Walker, chanteur et guitariste américain (° 25 décembre 1949).
  - Jules Wijdenbosch, homme d'État surinamais (° 2 mai 1941).

## Célébrations

### Internationales
- Journée internationale du jazz.
- La journée mondiale des mobilités et de l’accessibilité. Cette journée souligne l'importance de l'accessibilité comme droit fondamental pour tous.

### Nationales
- Colombie : festival de la Leyenda Vallenata (es) / légende Vallenata à Valledupar.
- France : La journée de la non-violence éducative.
- France (Union européenne à zone euro) : commémoration par la Légion étrangère de la bataille de Camerone.
- Pays-Bas (Union européenne à zone euro), Aruba, Curaçao et Sint-Maarten (partie néerlandaise de Saint-Martin des Antilles) : ancienne fête nationale ou jour de la reine jusqu'en 2013, où la fête est avancée au 27 avril pour coïncider avec l'anniversaire du roi.
- Suède (Union européenne) : Konungens födelsedag[19] / anniversaire du roi Charles XVI Gustave.
- Thaïlande : journée de la protection des consommateurs[20] (วันคุ้มครองผู้บริโภค / Wan Khumkhrong Phu Borophok).
- Viêt Nam : ngày giải phóng (fête de la libération) ou ngày chiến thắng (fête de la victoire) ou ngày thống nhất (fête de la réunification), qui célèbre(nt) la prise de Saïgon et la réunification du pays en 1975.

### Religieuses
- Bahaïsme : Ridván célébrant la prophétie de Mirza Husayn Ali Nuri à Bagdad comme les jours précédents.
- Europe du Nord et de l'Est (Allemagne, Finlande, est de la France (Alsace par exemple), Roumanie, Slovaquie, Suède, Tchéquie, etc.) :
  - nuit de Walpurgis d'origine païenne (germanique, celtique...) identifiée au sabbat des sorcières à l'envers de Halloween / Samain mais aussi à Sainte Gauburge, Walburge ou Sainte Walpurgis qui est surtout un symbole de la fin de l'hiver, entre saints cavaliers et saints de glace ci-après in fine et est parfois associée à la plantation de l'arbre de mai à partir de minuit du lendemain 1er mai, avec aussi l'embrasement de grands feux comme lors du solstice d'été et à la saint-Jean du 24 au 25 juin mais cette fois dans ladite nuit du 30 avril au 1er mai celte (cf. Beltaine) avec un caractère parfois plus "dionysiaque" voire carnavalesque, égrillard voire érotique, entre lune rousse ou lune rose d'avril et saison printanière très nuptiale en mai mois de la déesse romaine de la fécondité (jusque dans certains animes japonais) contemporains par exemple).
  - Cette fameuse nuit peut correspondre à une sorte de 31 avril d'un calendrier à vocation voire prétention universelle au niveau intercontinental, auquel fait également allusion l'œuvre graphique toute empreinte d'étrangeté fantastico-métaphysique et psychanalytique XXe ciel.com d'Yslaire de même qu'à plusieurs dates de 31 imaginaires (les  31 février, 31 juin, 31 septembre, 31 novembre).
- Christianisme : 
  - outre un jour de mémoire de saint Paul apôtre dans le lectionnaire de Jérusalem, avec lectures de : Ac. 11, 19(-30) + I Pi. 2, 1(-10) + II Tim. 4, 1(-8) et Mt. 19, 27 -20, 16 (lectures concernant ledit apôtre) ;
  - date possible du jeudi de la fête de l'Ascension, du 30 avril au 4 juin environ (13 mai en 2021, juste à la fin des saints de glace des 11 aux 13 mai mais avant  la fête juive des récoltes / "des (7 ?) semaines" à la  place de la Pentecôte christianisée),
    - si ce n'est encore l'un des trois jours préalables des Rogations, les derniers mercredi, mardi et lundi précédant ladite fête entre 27 avril et 3 juin (par conséquent les lundi 10 mai, mardi 11 et mercredi 12 mai de 2021), traditions "agricoles" christianisées à l'instar par exemple du mercredi des Cendres ou bien sûr de la nuit (du présent 30 au 1er mai) de Walpurgis / Gauburge précédemment, les fêtes de Belten et l'arbre de mai dès minuit et midi du 1er mai le lendemain).

### Saints des Églises chrétiennes

#### Saints des Églises catholiques et orthodoxes
Référencés ci-après in fine, :
- Amateur, prêtre ; Pierre, moine ; et Louis († 855), martyrs de Cordoue par la main de musulmans.
- Aphrodise et ses compagnons († ?), Martyrs.
- Aule de Viviers († VIIe siècle), évêque.
- Clément l'Hymnographe († IXe siècle), moine.
- Désiderat († 569), ermite à Gourdon.
- Donat d'Euria († IVe siècle), évêque d'Euria (actuellement Paramythia) en Épire.
- Earconwald († 693), évêque de Londres.
- Eutrope de Saintes († IIIe siècle), 1er évêque de Saintes et martyr.
- Forannan de Waulsort († 982), abbé à l'abbaye de Waulsort.
- Gauburge, Walburge ou Walpurgis, sainte germanique du VIIIe siècle plutôt fêtées dans la nuit suivante (ci-après) et surtout les 25 février.
- Hildegarde de Vintzgau († 783), reine de France, l'une des épouses de Charlemagne avant qu'il ne devînt empereur fin 800.
- Houe de Troyes († Ve siècle), vierge.
- Laurent de Novare (it) († 397), prêtre et martyr à Novare.
- Marien d'Acerenz (it) († 303), diacre martyr à Grumentum.
- Maternien († 368), 7e évêque de Reims.
- Mercurial de Forlì († 406), évêque de Forlì.
- Michomer († 441), disciple de saint Germain d'Auxerre à Tonnerre.
- Onenne († VIIe siècle), vierge à Tréhorenteuc.
- Pierre Lévite († 605) moine diacre, disciple de saint Grégoire le Grand.
- Pomponius de Naples († VIe siècle), évêque.
- Pulchrone de Verdun († 470), 5e évêque de Verdun.
- Quirille († 520), évêque de Maastricht et Liège.
- Quirin de Neuss († 117), officier de Trajan converti par le pape saint Alexandre Ier.
- Rhodopien, diacre et Diodore († 303), martyrs à Aphrodisias.
- Sophie de Fermo (sw) († 250), vierge et martyre à Fermo.

#### Saints et bienheureux des Églises catholiques
Référencés ci-après in fine :

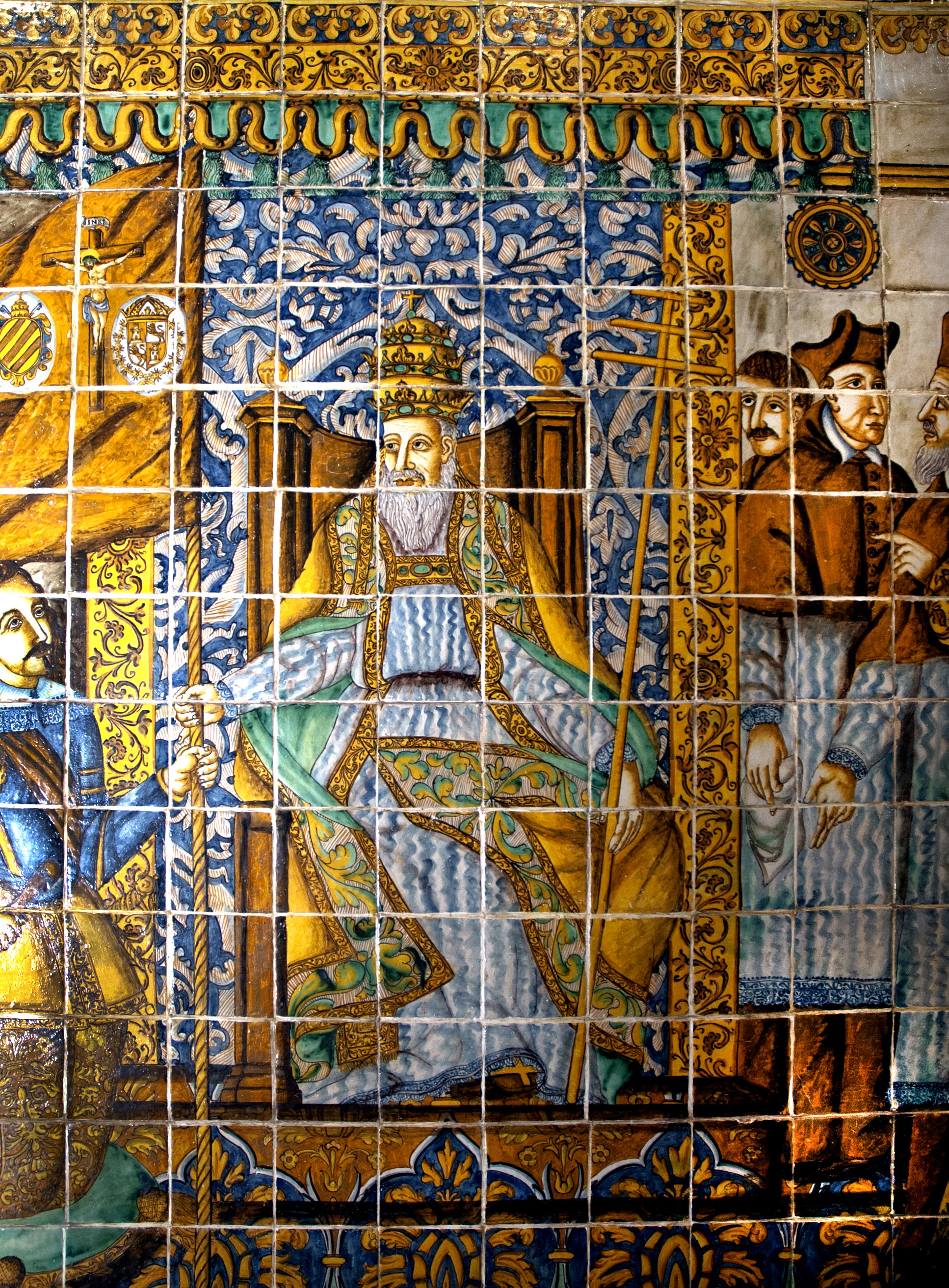
Le pape Pie V représenté dans une chapelle du rosaire en Catalogne

- Adjutor de Vernon († 1131), ermite et sa mère Rosemonde de Blaru.
- Aymon de Savigny († 1175), moine.
- Benoît d'Urbin († 1625), bienheureux religieux capucin italien, compagnon de saint Laurent de Brindes.
- Gualfard de Vérone († 1127), ermite près de Vérone.
- Guillaume Southerne († 1618), bienheureux prêtre anglais martyr à Newcastle-under-Lyme.
- Joseph-Benoît Cottolengo († 1842), prêtre italien fondateur de la petite maison de la Providence.
- Marie de l'Incarnation († 1672), religieux ursuline française, fondatrice des ursulines de Québec.
- Michel de Barga († 1479), franciscain de Barga.
- Pauline von Mallinckrodt († 1881), bienheureuse religieuse allemande fondatrice des sœurs de la Charité Chrétienne.
- Pie V († 1572), 226e pape de 1566 à 1572.
- Robert de Molesme († 1111), religieux français fondateur de l'ordre cistercien.

#### Saint orthodoxe
- Argyrie († 1725), martyre.
- Ignace Briantchaninoff († 1867), évêque de Stavropol (cf. 31 juillet grégorien pour son homonyme catholique jésuite de Loyola), aux dates éventuellement "juliennes" / orientales[22].

### Prénoms du jour
Bonne fête (souhaitable dès la veille au soir) aux Robert et ses variantes ou diminutifs masculins : Bob, Bobby , Boby, Rob, Robard(s), Robbie, Robertin, Roberto, Bebeto, Ropar(t)z(h), Roper(t)z(h), Rupert ; et ses / leurs formes féminines : Roberta, Roberte, Roberthe, Robertine et Bobbie.
Et aussi aux :
- Eutrope,
- Gauburge, Walburge, Walpurgis (voir surtout les 25 février voire lendemains 1er mai),
- Onenn et ses variantes parfois bretonnes ou celtiques aussi : Onenne, Oona, etc.

## Traditions et superstitions

### Dictons
Période des saints cavaliers antérieurs aux saints de glace, propice aux dictons météorologiques :
- « À la saint-Robert, tout arbre est vert. »[24]
- « Gelées de saint(s)-Georges [23 avril], Marc [25 avril] et Robert [ce 30 courant], récoltes à l’envers. »[24]
- « La pluie, le jour de Saint-Robert, de bon vin remplira ton verre. »[24]
- « Plantez vos fèves à la saint-Eutrope, vous en aurez plus que de mottes. »[24]
- « Sainte-Judith voit pinson au nid. »[25]
- « Saint-Eutrope mouillé, cerises estropiées. »[26]
- « Sème tes haricots à la saint-Eutrope, pour en avoir une trochte. »[24] ("trochte" signifieant "à foison", en patois beauceron).

### Astrologie
- Signe du zodiaque : 10e jour du signe astrologique du Taureau.

## Toponymie
Les noms de plusieurs voies, places, sites ou édifices de pays ou régions francophones contiennent cette date sous différentes graphies : voir Trente-Avril .